# Nom mandchou
 (juin 2023).
Si vous disposez d'ouvrages ou d'articles de référence ou si vous connaissez des sites web de qualité traitant du thème abordé ici, merci de compléter l'article en donnant les références utiles à sa vérifiabilité et en les liant à la section « Notes et références ».
Les noms mandchous sont les noms des personnes du peuple mandchou dans leur propre langue. La plupart des Mandchous vivant actuellement en Chine portent aussi un nom chinois.
Traditionnellement, un Mandchou n'était appelé que par son prénom dans la vie quotidienne, le  nom de clan était omis.

## Prénoms
Les prénoms mandchous existent généralement sous plusieurs formes, souvent suffixés en ngga, ngge, ou nggo (« ayant la qualité de »), en tai ou -tu ("avoir"),; en "ju" ou "boo"  ou par des chiffres [note 1] , ou des noms d'animaux. [note 2] ,
Les prénoms mandchous étaient utilisés seuls ou avec des titres mais pas avec des noms de clan. Par exemple, Fiyanggū, qui était du clan Donggo, appartenait à la Bannière blanche de la plaine, connu pour sa participation aux campagnes contre les Dzungars, était généralement appelé "Fiyanggū be" (Seigneur Fiyanggū) puisque Fiyanggū ("le plus jeune") était un qualificatif de nom relativement courant. Contrairement aux Chinois et aux Européens, un Mandchou ne devait pas être appelé par une combinaison de nom de famille et de prénom, c'est-à-dire Donggo Fiyanggū ou Fiyanggū Donggo. Nous pouvons actuellement trouver des désignations comme Aisin-Gioro Ulhicun , mais c'est une pratique très moderne. Pour préciser le nom du clan, les Mandchous auraient dit quelque chose comme "Donggo hala-i Fiyanggū" (Fiyanggū du clan Donggo).
Les Mandchous possédaient une immense variété de prénoms. Pour la plupart d'entre eux, il est difficile d'y trouver une significations. Certains chercheurs proposent de les classer selon quelques catégories. Erich Haenisch donne seize catégories: les animaux (Eje : taureau, Yelu : sanglier), les végétaux (Fodo : saule, Maca : ail), les qualités (Ayan : grand, Bayan : riche, Niowanggiyan : vert), etc.
Certains noms mandchous ne semblent être qu'une variante d'un autre. Par exemple, des frères d'un même clan peuvent être nommés Ulušun, Hūlušun, Ilušun, Delušun, Fulušun et Jalušun par ordre d'âge: seule la syllabe initiale étant différente. 
Comme d'autres termes non chinois, les noms mandchous, provenant de sources chinoises, sont rarement transcrits en chinois de façon cohérente, et la reconstruction de l'orthographes mandchoues d'origine est difficile. Parfois, la première syllabe d'un prénom mandchou est interprétée à tort comme un nom de famille chinois. Par exemple, le fonctionnaire mandchou Tulišen, qui a écrit un célèbre récit de voyage, est confondu avec un Chinois nommé "Tu Lishen".
Sous la dynastie Qing, les Mandchous ont progressivement adopté des prénoms chinois à deux caractères (mais pas des noms de famille) qu'ils ont transcrits en mandchou, parfois en y laissant un espace entre deux syllabes du nom quand il s'agissait d'un personnage exalté, alors qu'on les accollait pour le commun des mortels. Par exemple, le vrai nom de l'empereur Qianlong était Hung li, dérivé du nom chinois Hongli (弘曆). Certaines combinaisons de sons chinois qui ne sont jamais apparus en mandchous rendent difficile la détermination des limites des syllabes. 
En Unicode a été introduit un "marqueur Sibe de limite de syllabe mongole" dans l'écriture Sibe et se retrouve dans la littérature mandchoue. Ce marqueur a le graphème de la forme médiane de la lettre A, il est placé sur une frontière de syllabe. On peut ainsi distinguer Guangying (Guwang'ing) de Guanjing (Guwanging), etc.

## Noms de clan

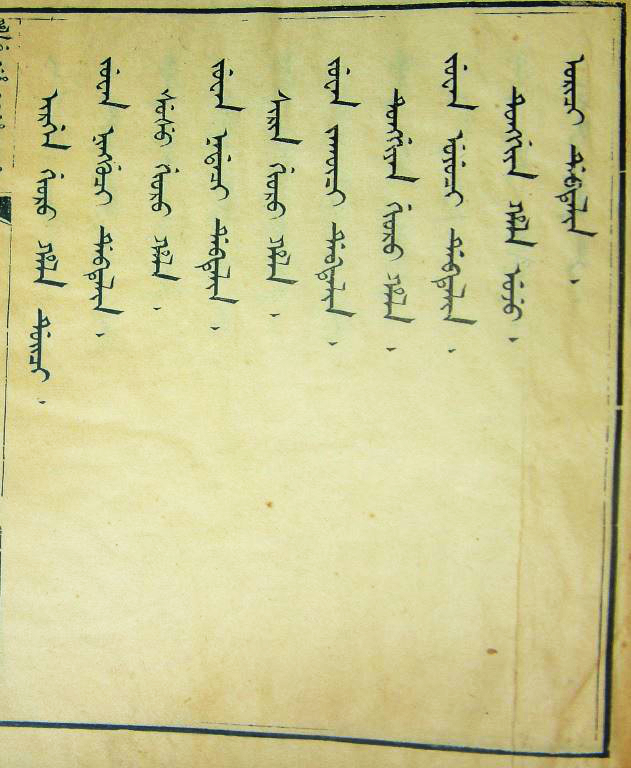
《Le livre complet des clans des noms de famille des huit bannières mandchoues (八旗满洲氏族通谱,

Les Mandchous, comme les Mongols, étaient  appelés simplement par leur prénom. Le clan mandcou (hala) se composait de plusieurs mukūn, l'unité d'exogamie.
Le livre complet des noms des clans des huit bannières mandchoues (八旗滿洲氏族通譜Baqi Manzhou Zhizu Tongpu ), compilé au milieu du XVIIIe siècle, enregistre de nombreux noms de clans mandchous. Sur plus d'un millier de noms, environ 600 sont mandchous.
Gioro, un nom de clan important, est l'un des rares hala qui a plusieurs variantes: Irgen, Silin et Šušu, peut-être pour se distinguer du nom de famille impérial Aisin-Gioro. À partir du milieu de l'êre Qing, les Mandchous ont de plus en plus adopté les noms de famille chinois Han, et aujourd'hui, très peu de Mandchous portent des noms de famille mandchous traditionnels.